# Norham

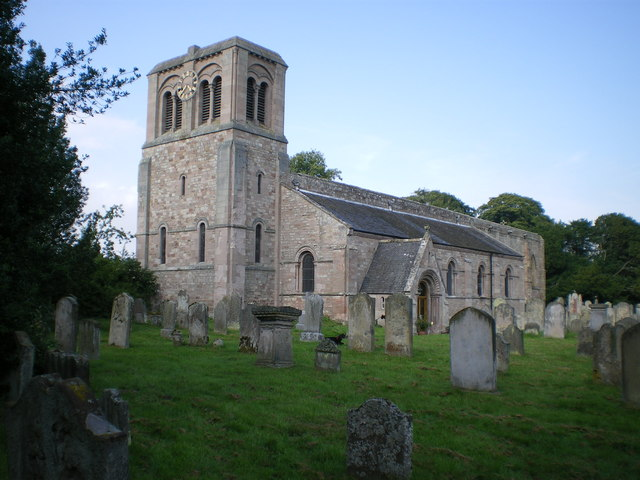
L'église de Norham est dédiée à saint Cuthbert.

Norham (/ˈnɒrəm/) est un village du Northumberland, en Angleterre, situé juste au sud de la Tweed et de la frontière écossaise.
Il abrite le château de Norham, construit au XIIe siècle. C'est là qu'Édouard Ier d'Angleterre rencontra les Écossais en 1292 pour décider du futur roi d'Écosse.